# كيسوكي إيشيدا
كيسوكي إيشيدا (باليابانية: 石田 圭祐) هو ممثل ياباني، ولد في 15 أغسطس 1955 في اليابان.

## وصلات خارجية
- كيسوكي إيشيدا على موقع IMDb (الإنجليزية)